# فابیان سانچز
فابیان سانچز (فرانسوی: Fabien Sanchez‎؛ زادهٔ ۳۰ مارس ۱۹۸۳) دوچرخه‌سوار اهل فرانسه است.
وی در مسابقات کشوری و بین‌المللی در مجموع برندهٔ ۱ مدال برنز شده‌است.